# 汪詒書
汪詒書（1864年—1940年），字頌年，號閑止，湖南善化縣（今屬长沙市）人，清末政治人物。

## 生平
早年為附生，光緒十四年（1888年）中舉人，次年考授內閣中書。光緒十八年（1892年）中進士，選庶吉士，散館授翰林院編修，國史館協修。
光緒二十七年（1901年）任政務處幫總辦，大學堂提調。光緒二十八年（1902年）出督廣西學政，任滿後以道員候補。光緒三十二年（1906年）署江西提學使，前往日本考察學務。光緒三十四年（1908年），爲憲政編查館總務處幫總辦，次年任山西提學使，署布政使。
民國二年（1913年），曾任湖南长沙关监督，次年兼任外交部特派湖南交涉員。

## 著述
汪詒書工書法。有《风雨庐稿》。另有《闲止老人遗著》，为民国汪孟莱抄本，现藏湖南图书馆。